# Henry Percy, 3:e earl av Northumberland
Henry Percy, 3:e earl av Northumberland, född 25 juli 1421, död 29 mars 1461 var son till Henry Percy, 2:e earl av Northumberland och Eleanor Neville, dotter till Ralph Neville, 1:e earl av Westmorland och hans andra hustru Joan Beaufort.

## Biografi
Bland hans morbröder fanns Richard Neville, 5:e earl av Salisbury, och bland hans mostrar Cecily Neville. Percy var kusin till bland andra Edvard IV av England, Margareta av Burgund, George, hertig av Clarence och Rikard III av England. Han hade därigenom nära släktband till Huset York.
Percy svor dock, tillsammans med fadern, trohet till Huset Lancaster. 30 december 1460 stred Percy på den lancastriska sidan i slaget vid Wakefield. Han förde befäl under slaget vid Towton, där han dödades.

## Äktenskap och barn
Henry Percy gifte sig med Eleanor Poynings, dotter till Richard Poynings, Lord Poynings. De fick två barn:
- Henry Percy, 4:e earl av Northumberland (död 28 april 1489).
- Margaret Percy (född cirka 1447).